# Iminoetery

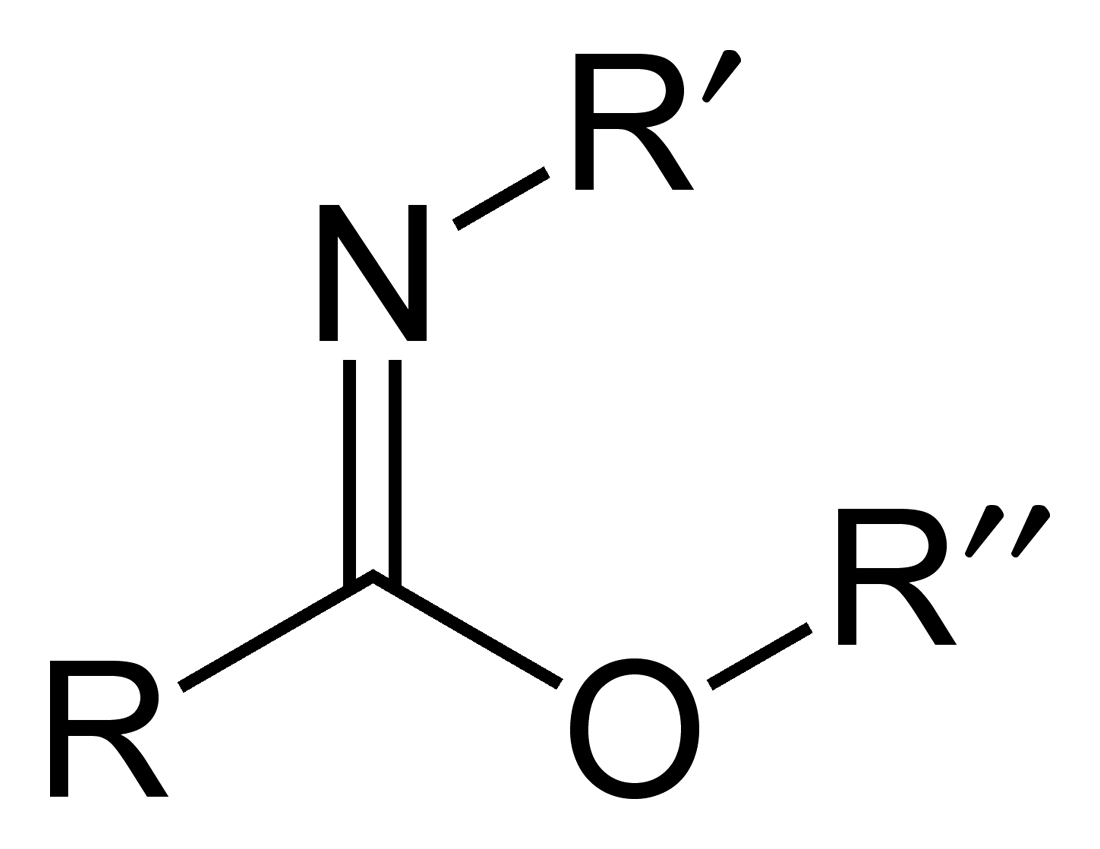
Ogólna struktura iminoeterów

Iminoetery – grupa organicznych związków chemicznych zawierających grupę alkoksylową (–OR) przyłączoną bezpośrednio do atomu węgla grupy iminowej (>C=NH) o wzorze ogólnym RC(N=R′)OR′′. Można je także uznać za estry kwasów imidowych (RC=(NR′)OH), przez co nazywane są imidynianami lub karboksyimidynianami. Mogą być otrzymane w reakcji Pinnera pomiędzy nitrylem, a alkoholem lub fenolem. Stosowane są m.in. w przegrupowaniu Mumma i przegrupowanieu Overmana.